# Ernst Kendzia
Ernst Kendzia (geboren am 2. April 1894 in Danzig; hingerichtet am 4. November 1950 in Waldheim) war ein deutscher Verwaltungsbeamter im besetzten Polen. Zuletzt war er Präsident des Gauarbeitsamtes sowie Reichstreuhänder der Arbeit für Wartheland und Posen.

## Leben
Kendzia absolvierte in Danzig eine kaufmännische Lehre, hatte bis 1929 eine Stelle als Handlungsgehilfe und war danach als Handlungsbevollmächtigter in einer Im- und Exportfirma tätig. Er trat zum 1. Februar 1931 in der Freien Stadt Danzig der NSDAP (Mitgliedsnummer 465.054) und 1933 der SS bei (SS-Nummer 247.843). Dank seiner Parteizugehörigkeit wurde er zum Leiter des Arbeitsamtes unter dem seit 1934 amtierenden Senatspräsidenten Arthur Greiser ernannt. Kendzia wurde Mitglied des Danziger Volkstags.
Zur Zeit des Kriegsausbruches 1939 hatte er den Rang eines SS-Sturmbannführers und wurde im April 1941 noch zum SS-Standartenführer ernannt. 1942 erhielt er das Gauehrenzeichen, 1943 das Goldene Parteiabzeichen der NSDAP und 1944 das Kriegsverdienstkreuz I. Klasse.
Nach der deutschen Besetzung Polens 1939 wurde er von Greiser in die Verwaltung der Reichstatthalterei des neuerrichteten Reichsgaus Wartheland nach Posen mitgenommen. Innerhalb der Abteilung Wirtschaft und Arbeit leitete Kendzia als Stellvertreter Herbert Mehlhorns im Range eines Oberregierungsrats das Referat Arbeit, aus dem heraus er den Arbeitseinsatz der Polen im Warthegau steuerte. Zusätzlich wurde er am 1. November 1939 dem „Gaukommissariat für die Einwanderung“ der Volksdeutschen als Beauftragter für den Arbeitseinsatz zugeordnet. Am 25. November 1939 war er als Treuhänder der Arbeit Teilnehmer einer vom SS-Sturmbannführer Albert Rapp geleiteten Besprechung, bei der die Evakuierung und Beraubung der jüdischen und polnischen Bevölkerung von Mitarbeitern der Reichsstatthalterei, der Industrie- und Handelskammer, dem Oberfinanzpräsidium, des Bodenamtes und der Deutschen Umsiedlungs-Treuhand besprochen wurde. Es wurde vereinbart, dass auch Kendzias Dienststelle von den wirtschaftlichen Begleiterscheinungen der Evakuierungsmaßnahmen betroffen sei.
Nach der Errichtung des Ghettos Litzmannstadt war Kendzia auch mit dem Verleih jüdischer Zwangsarbeiter außerhalb des Ghettos zum Beispiel auf die Baustelle der projektierten Reichsautobahn Frankfurt/Oder–Posen befasst und regelte als Reichstreuhänder die Tariffragen. Im September 1941 schlug Kendzia dem Lagerverwalter des Ghettos Litzmannstadt Hans Biebow vor, die etwa 5.000 von Biebrow als absolut arbeitsunfähig bezeichneten Juden der Gestapo zu melden, um sie auf diese Weise aus dem Ghetto „abzuschieben“, dabei wurde unter „Abschiebung“ ihre „Vernichtung“ verstanden, was der Leiter des SD-Abschnitts Posen Rolf-Heinz Höppner bereits am 16. Juli 1941 aus der Reichsstatthalterei an Adolf Eichmann nach Berlin kolportierte. Im September 1941 wurde von Himmler und Greiser beschlossen, 20.000 Juden und 5.000 Zigeuner aus dem Altreich in das Ghetto Litzmannstadt zu deportieren und am 20. September erhielten der leitende Regierungsdirektor Mehldorn und der stellvertretende Oberregierungsrat Kendzia von Greiser die Federführung für die erforderlichen Maßnahmen bei der Unterbringung und dem Arbeitseinsatz von Juden und Zigeunern im Wartheland. Im November 1941 stand die Inbetriebnahme des Vernichtungslagers Kulmhof bevor, und Kendzia kündigte in einer Besprechung im Reichsarbeitsministerium an, dass bis auf die arbeitsfähigen Juden alle anderen Juden bis Ende März 1942 „abgeschoben sein werden“. Im Januar 1942 berichtete das Reichsarbeitsblatt von einer Tagung der Reichstreuhänder der Arbeit, auf der Kendzia gefordert habe, bis zum bevorstehenden Ende des europäischen Judentums die jüdische Arbeitskraft so zweckmäßig als nur angängig anzusetzen.
Im August 1944 wurde Kendzia noch zum Präsidenten des Gauarbeitsamts ernannt.
Nach dem Kriegsende wurde Kendzia 1950 in den Waldheimer Prozessen wegen Ausbeutung und Misshandlung von polnischen Arbeitskräften zum Tode verurteilt und in der Justizvollzugsanstalt Waldheim hingerichtet.